# 30日の不倫
『30日の不倫』（さんじゅうにちのふりん、Cosa voglio di più）は、2010年のイタリアのR-15指定アダルト映画。監督はシルヴィオ・ソルディーニ、出演はアルバ・ロルヴァケルとピエルフランチェスコ・ファヴィーノなど。イタリア・ミラノを舞台にして不倫の恋を描いた成人向けドラマ映画。イタリアのゴールデングローブ賞に複数部門でノミネートされた作品である。
日本では劇場未公開。2010年11月3日にアットエンタテインメントより画面に日本語字幕を挿入するDVD（ATVD-14470）が発売されている。また、2012年8月2日にIMAGICA BSにて放映。

## ストーリー
イタリア、ミラノ。気のいい夫アレッシオと共に幸せな毎日を送るアンナは、ある日、偶然出会ったドメニコという男性に魅了され、妻子があると知りながらも衝動を抑え切れず、彼を食事に誘ってしまう。そして、変化のない平凡な毎日を一変させた「妻子ある男性」との情事にハマってゆく。金銭的に余裕のない生活に疲れていたドメニコもアンナに惹かれ、二人は本能のままに互いを求め合う。

## キャスト
- アンナ: アルバ・ロルヴァケル
- ドメニコ: ピエルフランチェスコ・ファヴィーノ
- ミリアム: テレーザ・サポナンジェロ（イタリア語版） - ドメニコの妻。
- アレッシオ: ジュゼッペ・バッティストン - アンナの夫。
- ブルーノ: ファビオ・トロイアーノ（イタリア語版） - アレッシオの親友。
- ビアンカ: タティアーナ・レポレ（イタリア語版） - ブルーノの妻。

## 作品の評価
Rotten Tomatoesによれば、7件の評論のうち高評価は86%にあたる6件で、平均点は10点満点中6.7点となっている。
Metacriticによれば、6件の評論のうち、高評価は4件、賛否混在は2件、低評価はなく、平均点は100点満点中61点となっている。